# پشت شیشه‌ها
پشت شیشه‌ها نمایشنامه‌ای از محمّد چرم‌شیر است. این نمایشنامه در در دههٔ ۱۳۶۰ به نگارش درآمده است و داستانش دربارهٔ دو عروسک پشتِ یک ویترین در شبی برفی است که این دو در مورد رفتن و نرفتن، تمایلات و ایده‌هایشان با هم صحبت می‌کنند که عروسک بزرگ‌تر مخالفت می‌کند. فضای این نمایشنامه ابزورد است و برای مخاطبان بزرگسال نوشته شده است.
پشت شیشه‌ها در فضایی بی‌زمان و بی‌مکان نوشته شده است و این ظرفیت را دارد که با هر زمان و دوره‌ای مطابقت داده شود. این نمایشنامه بارها در سالن‌های مختلف تئاتر به‌روی صحنه رفته است.